# Cortazzone
Cortazzone (piemontiul: Cortasson) település Olaszországban, Piemont régióban, Asti megyében. Lakosainak száma 583 fő (2023. január 1.). Cortazzone Camerano Casasco, Cortandone, Maretto, Montafia, Roatto, Viale és Soglio községekkel határos.

## Népesség
A település lakossága az elmúlt években az alábbi módon változott:
| Lakosok száma | 663  | 640  | 583  |
|               | 2017 | 2018 | 2023 |